# Santi Aldama Toledo
Santiago Aldama Toledo (Las Palmas de Gran Canaria, Canarias, 10 de enero de 2001) es un jugador de baloncesto español que pertenece a la plantilla de los Memphis Grizzlies de la NBA. Con 2,13 metros de estatura, juega en la posición de ala-pívot.
Es hijo del también jugador de baloncesto Santiago Aldama Alesón.

## Trayectoria deportiva

### Inicios
A pesar de tener ofertas de equipos ACB para jugar en categoría inferiores, del nivel del FC Barcelona, Real Madrid o Gran Canaria, se formó hasta los 18 años en la Canterbury Lions Academy de su ciudad natal. En el Campeonato de España Sub-16 de 2017, promedió 18,9 puntos, 5,1 rebotes y 3,6 asistencias por partido. Ayudó a su equipo a conseguir un sorprendente tercer puesto por detrás del FC Barcelona y el Real Madrid. En 2018 jugó cedido en el equipo sub-18 del FC Barcelona en los partidos clasificatorios del Ciutat de L'Hospitalet en el torneo Adidas Next Generation.

### Universidad
En el año 2019 da el salto a la NCAA para jugar con los Greyhounds de la Universidad Loyola Maryland, donde estudia Administración de Empresas y coincide con su compañero de selección Golden Dike. En su segunda temporada fue elegido en el mejor quinteto de la Patriot League, tras liderar la conferencia en puntos (21,4) y en rebotes (10,1) por partido. Fue además el único jugador de la División I de la NCAA en promediar más de 18 puntos, 9 rebotes y 1,5 tapones por encuentro.
El 10 de marzo de 2021 logró su máximo de anotación de la temporada, 33 puntos, a los que añadió 12 rebotes, en la victoria 67-63 ante Army, clasificando a su equipo para la final del torneo de la conferencia.

#### Estadísticas
| Año     | Equipo | PJ | PT | MPP  | %TC  | %3P  | %TL  | RPP  | APP | ROB | TPP | PPP  |
| ------- | ------ | -- | -- | ---- | ---- | ---- | ---- | ---- | --- | --- | --- | ---- |
| 2019–20 | Loyola | 10 | 9  | 30.4 | .459 | .217 | .515 | 7.6  | 2.1 | .9  | 1.7 | 15.2 |
| 2020–21 | Loyola | 17 | 17 | 35.0 | .513 | .368 | .686 | 10.1 | 2.3 | 1.0 | 1.7 | 21.2 |
| Total   | Total  | 27 | 26 | 33.3 | .495 | .306 | .639 | 9.2  | 2.2 | 1.0 | 1.7 | 19.0 |

### Profesional

#### Memphis Grizzlies (2021-presente)
Fue elegido en la trigésima posición del Draft de la NBA de 2021 por los Utah Jazz, siendo posteriormente enviado a Memphis Grizzlies. El 9 de agosto firmó un contrato por cuatro temporadas, dos garantizadas por 3,3 millones de euros anuales. Debutó esa misma noche en las Ligas de Verano de la NBA, logrando 4 puntos y 2 rebotes. El 9 de octubre, en su segundo partido de pretemporada, rozó el doble-doble ante los Atlanta Hawks, logrando 16 puntos y 9 rebotes.
Su debut en temporada regular llegaría el 27 de octubre, ante Portland Trail Blazers, logrando 7 puntos y 2 rebotes en 5:34 minutos de juego. El 2 de diciembre consiguió su primer doble-doble (18 puntos y 10 rebotes) ante Oklahoma City Thunder, en un partido en el que se batió el récord de la NBA de mayor diferencia de puntos entre ambos equipos, 73 puntos, al acabar 152-79 a favor de los Grizzlies. El 10 de abril de 2022 ante Boston Celtics, consigue su máxima anotación de la temporada con 20 puntos y 10 rebotes.
En julio de 2022 vuelve a disputar las Ligas de Verano de la NBA con los Grizzlies. El 18 de julio fue incluido en el segundo mejor quinteto de las ligas estivales. El 15 de octubre de 2022 los Grizzlies anunciaron que ejercían la opción unilateral para extender su contrato hasta la temporada 2023-24. En el primer partido de la temporada, ante New York Knicks, y en la primera titularidad de su carrera en la NBA, consiguió un doble-doble, con 18 puntos y 11 rebotes en 39 minutos de juego. El 2 de febrero de 2023 consiguió la mejor anotación hasta ese momento de su carrera, al lograr 21 puntos contra los Cleveland Cavaliers, a los que añadió 10 rebotes. El 20 de marzo superó esa cifra para acabar con 22 puntos y 14 rebotes ante Dallas Mavericks, ambas cifras máximos de su carrera, en ese momento, unos números que solo otros dos jugadores habían logrado como suplentes en toda la historia de la franquicia, Mike Miller en 2006 y Zach Randolph en 2016. Terminó la temporada con 77 encuentros disputados, 20 de ellos como titular.
En su tercer año en Memphis, el 14 de noviembre de 2023, mejora su mejor anotación con 24 puntos ante Los Angeles Lakers. El 18 de noviembre consigue un doble-doble de 17 puntos y 10 rebotes ante San Antonio Spurs. Al día siguiente, el 19 de noviembre ante Boston Celtics, consigue la mejor anotación de su carrera con 28 puntos, además de 12 rebotes. Terminó la temporada con 61 encuentros disputados, 35 de ellos como titular.
Durante su cuarta temporada con los Grizzlies, el 19 de noviembre de 2024 ante Denver Nuggets y saliendo desde el banquillo, iguala su mejor registro anotador con 28 puntos, además de 11 rebotes. El 26 de noviembre ante Portland Trail Blazers consiguió 13 puntos y 17 rebotes (7 de ellos ofensivos) en poco más de 22 minutos de juego, logrando así su récord reboteador en ambas facetas. El 17 de enero de 2025 consiguió 29 puntos ante los San Antonio Spurs, su mejor marca anotadora hasta la fecha, a los que añadió ocho rebotes y una asistencia. El 1 de marzo rozó el triple-doble al conseguir 15 puntos, 8 rebotes y 11 asistencias en otro partido ante los Spurs, logrando además el mejor registro de asistencias de su carrera. Acabó la temporada promediando 12,5 puntos, 5,4 rebotes y 2,9 asistencias por partido, las mejores cifras de su carrera hasta ese momento.
Se convirtió en agente libre restringido después de que los Grizzlies no ejercieran la opción de renovarlo automáticamente, aunque finalmente el 30 de junio de 2025 la franquicia de Tennessee le renovó por tres temporadas y 52,5 millónes de dólares.

### Selección nacional
En el Europeo Sub-18 de Grecia 2019 consigue la medalla de oro, es nombrado en el quinteto ideal junto con su compañero Usman Garuba, y  consigue el MVP del torneo. En la final ante Turquía, tuvo una gran actuación con 23 puntos, al igual que el resto de partidos: Letonia (19 puntos), cuartos ante Rusia (25) y en semifinales frente a Grecia (19 y 11 rebotes).
Debutó con la selección absoluta el 4 de agosto de 2023 en un partido amistoso ante Venezuela, preparatorio para el mundial de Japón, Filipinas e Indonesia, en el cual consiguió 16 puntos y 3 rebotes en poco más de 16 minutos en pista.
Durante agosto y septiembre de 2023 fue integrante de la selección de España que participó en el Mundial de 2023 celebrado en Asia, y que finalizó en noveno lugar.
Entre julio y agosto de 2024 fue parte de la selección absoluta de España, que disputó los Juegos Olímpicos de París, finalizando en décima posición.

## Estadísticas de su carrera en la NBA

### Temporada regular
| Año     | Equipo  | PJ  | PT | MPP  | %TC  | %3P  | %TL  | RPP | APP | ROB | TPP | PPP  |
| ------- | ------- | --- | -- | ---- | ---- | ---- | ---- | --- | --- | --- | --- | ---- |
| 2021-22 | Memphis | 32  | 0  | 11.3 | .402 | .125 | .625 | 2.7 | .7  | .2  | .3  | 4.1  |
| 2022-23 | Memphis | 77  | 20 | 21.8 | .470 | .353 | .750 | 4.8 | 1.3 | .6  | .6  | 9.0  |
| 2023-24 | Memphis | 61  | 35 | 26.5 | .435 | .349 | .621 | 5.8 | 2.3 | .7  | .9  | 10.7 |
| 2024-25 | Memphis | 65  | 16 | 25.5 | .483 | .368 | .691 | 6.4 | 2.9 | .8  | .4  | 12.5 |
| Total   | Total   | 235 | 71 | 22.6 | .459 | .345 | .692 | 5.2 | 1.9 | .6  | .6  | 9.8  |

### Playoffs
| Año   | Equipo  | PJ | PT | MPP  | %TC  | %3P  | %TL   | RPP | APP | ROB | TPP | PPP  |
| ----- | ------- | -- | -- | ---- | ---- | ---- | ----- | --- | --- | --- | --- | ---- |
| 2023  | Memphis | 6  | 0  | 16.8 | .455 | .467 | 1.000 | 4.3 | 1.2 | .5  | .0  | 6.5  |
| 2025  | Memphis | 4  | 1  | 30.5 | .477 | .417 | –     | 6.0 | 1.8 | .0  | .3  | 13.0 |
| Total | Total   | 10 | 1  | 22.3 | .468 | .436 | 1.000 | 5.0 | 1.4 | .3  | .1  | 9.1  |

## Votaciones para elAll-Star Game de la NBA
| Año  | Número de Votos | Elegido | Equipo            |
| ---- | --------------- | ------- | ----------------- |
| 2022 | 32.258          | No      | Memphis Grizzlies |
| 2023 | 58.564          | No      | Memphis Grizzlies |
| 2024 | 18.321          | No      | Memphis Grizzlies |
| 2025 | 70.913          | No      | Memphis Grizzlies |

## Vida personal
De familia relacionada con el baloncesto, su padre es el exjugador de baloncesto Santiago Aldama Alesón, olímpico en los Juegos Olímpicos de Barcelona 1992, y su madre, Eli Toledo (natural de Las Palmas de Gran Canaria, motivo por el que su hijo nació en 2001 en esta ciudad), es hermana del también exbaloncestista Santi Toledo.
Junto con su padre Santi es una de las cinco sagas, padre e hijo en ser internacionales por España. Las otras cuatro son Pepe y Pablo Laso y Josep Maria Jofresa y sus dos hijos Rafa y Tomás, José Manuel Beirán y su hijo Javier, y Josep María Soler y su hijo Jordi.[cita requerida]